# Tjärö

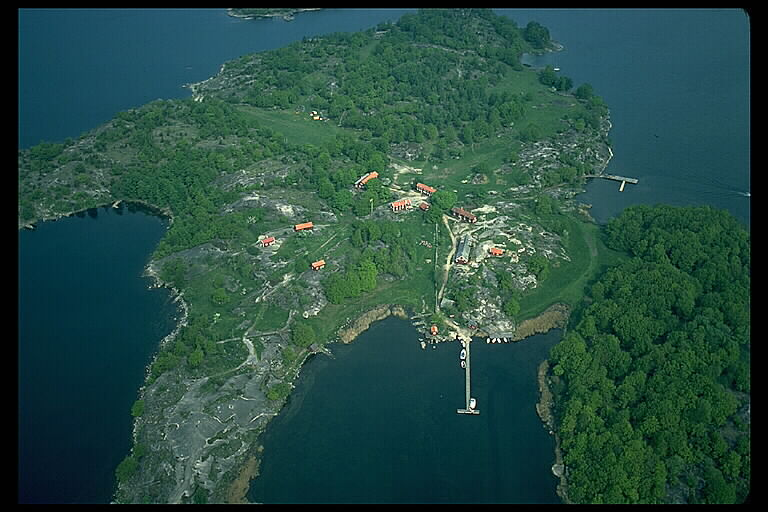
Flygfoto över Tjärö från omkring år 1970.

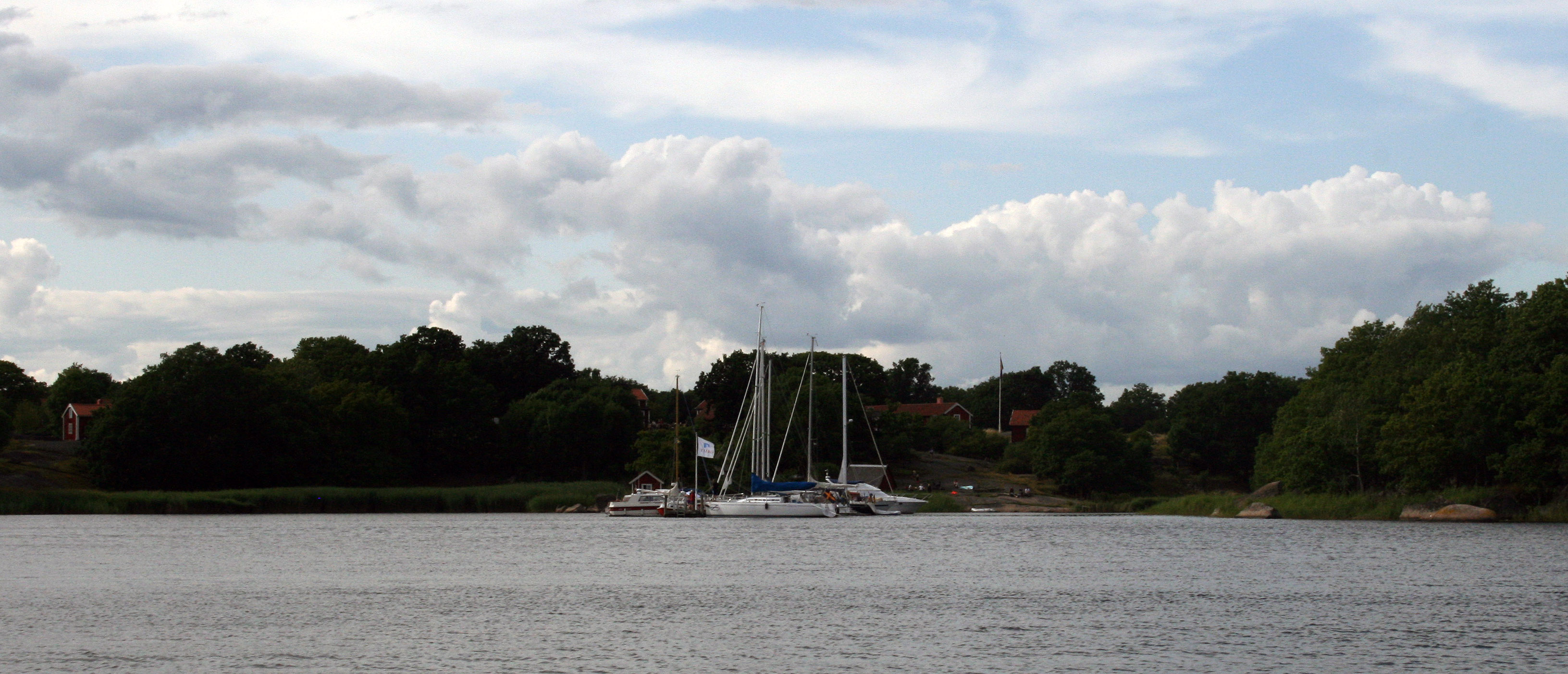
Gästhamnen på Tjärö.

Tjärö är en ö i Järnaviks skärgård i Åryds socken, nära Bräkne-Hoby, Ronneby kommun) i Karlshamns kommun i Blekinge. På Tjärö finns bland annat restaurang, café, vandrarhem och båt- och kanotuthyrning. Båt till Tjärö går regelbundet från Järnavik och skärgårdstrafiken har turer som går från Karlshamn.
Mitt på ön finns en stor mängd flyttblock som bildar små grottor och gångar.
På ön finns Tjärö naturreservat, som består av ett betade hagmarker och ett lundlandskap på halvön Kalven, där ovanligare arter som tandrot, lundslok, storrams och hässleklocka förekommer. Här finns även ett bestånd av Långbensgrodan.. Stora delar av ön har på senare tid blivit Natura 2000-klassade.
Tjärö befolkades på 1600-talet och så tidigt som 1659 finns det dokumentation som visar att det fanns ett torp på Tjärö.
Antalet torp och familjer både ökade och minskade fram till 1939 då det bara fanns en ägare kvar på ön, bonden Axel Andersson. Den 31 augusti 1939 sålde Axel hela ön till zoologen Bengt Berg – grundaren till Eriksberg. Den 5 december samma år sålde Bengt Berg ön vidare till Svenska Turistföreningen som drev verksamheten fram till 2008 då familjen Althin köpte Tjärö. Efter ett antal år i Alhins regi köpte år 2015 de nuvarande ägarna Örjan Johansson och Kjell Grubin Tjärö. Deras avsikt är att återskapa Tjärö till den tillgängliga och folkliga ö som Tjärö var under STF:s tid. Under våren och sommaren 2016 har stora satsningar gjorts. Både en ny restaurang och ett nytt café har byggts upp vid gästhamnen och upprustning av ön har gjorts, bland annat har en bastuflotte införskaffats, färjeläget har centrerats till gästhamnen och faciliteterna runt om på ön rustas upp.
Sedan 2017 har konst- och musikföreningen PLX arrangerat festivalen PLX: Tjärö på ön under sommaren. Festivalen blandar musik och konst där naturen spelar som en aktör på ön och där musiken är bred och hör inte hemma i en genre.

## Bildgalleri

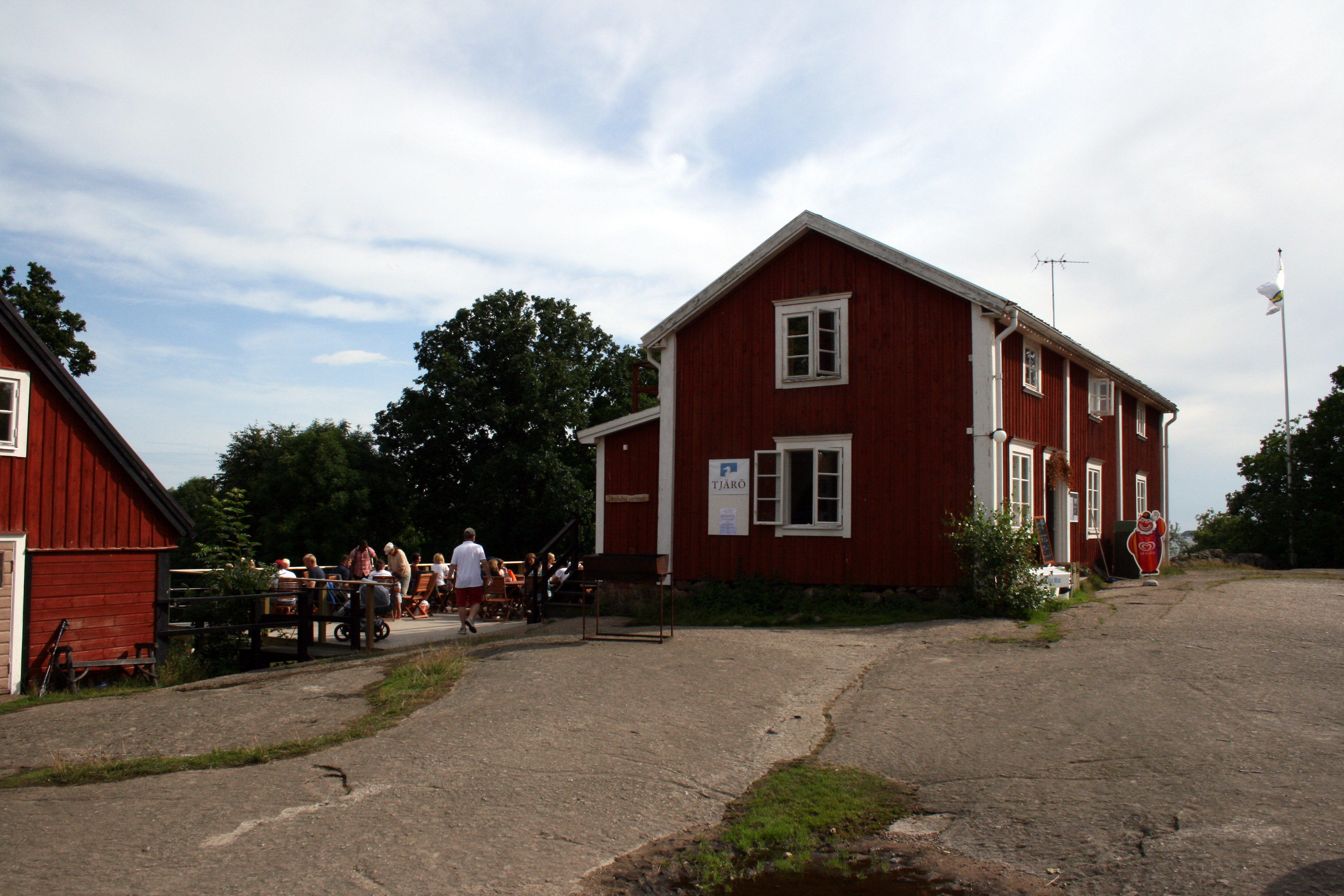
Hus med servering på Tjärö
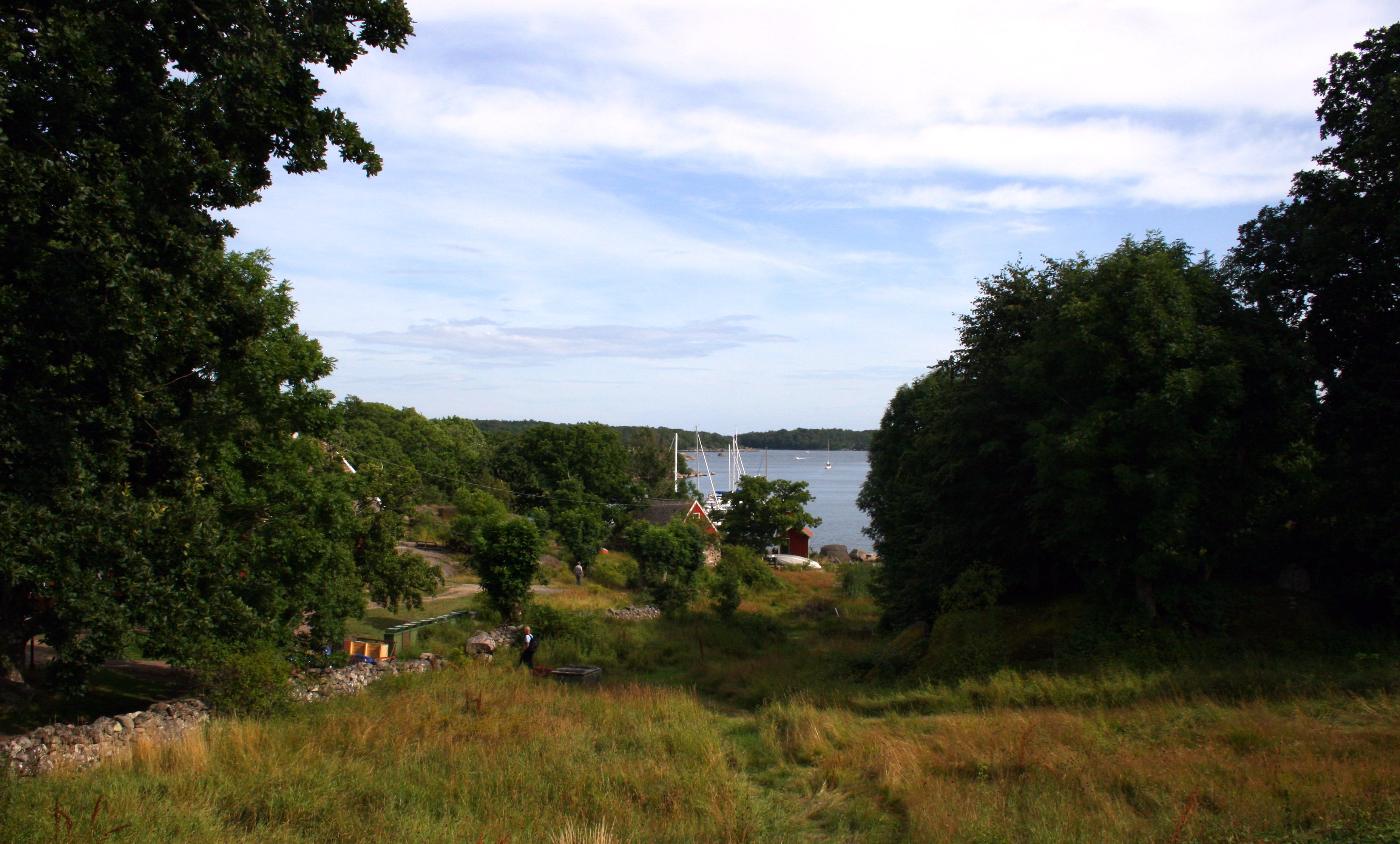
Utsikt från serveringen på Tjärö